# Revenge (lớp thiết giáp hạm)
Lớp thiết giáp hạm Revenge bao gồm năm thiết giáp hạm thế hệ dreadnought của Hải quân Hoàng gia Anh, được đặt hàng vào lúc Chiến tranh Thế giới thứ nhất sắp mở màn, và được hạ thủy trong những năm 1914–1916. Nguyên có đến tám chiếc trong lớp được vạch kế hoạch, nhưng hai chiếc sau đó được thiết kế lại, trở thành những tàu chiến-tuần dương thuộc lớp Renown; và một chiếc cuối cùng, vốn sẽ được mang tên là HMS Resistance, bị hủy bỏ.

## Thiết kế
Các tàu chiến trong lớp Revenge chậm và nhỏ hơn so với những thiết giáp hạm trong lớp Queen Elizabeth dẫn trước. Cho dù trong một số tài liệu chúng được gọi là "lớp Royal Sovereign", như trong "Jane's Fighting Ships", ấn bản 1931, các tài liệu chính thức trong Thế Chiến I cho thấy rõ lớp tàu này được gọi là lớp Revenge. Chúng được vạch kế hoạch một phần là do sự lo ngại việc lớp Queen Elizabeth phụ thuộc hoàn toàn vào nguồn nhiên liệu dầu đốt, điều đầu tiên đối với một lớp thiết giáp hạm thế hệ dreadnought của Anh. Vào lúc đó, dầu chỉ có thể có được từ các nguồn ở nước ngoài, trong khi than chất lượng cao thì sẵn có ngay tại quần đảo Anh Quốc, và có thể có khả năng là nguồn cung cấp dầu sẽ bị gián đoạn trong thời chiến, giới hạn sự hữu ích của năm chiếc Queen Elizabeth. Để đáp ứng các mối lo ngại này, lớp Revenge được thiết kế để có thể sử dụng cả than và dầu làm nguồn nhiên liệu.
Chúng cũng được thiết kế rẻ tiền hơn so với lớp Queen Elizabeth. Điều này có thể đạt được bằng cách giảm kích thước và trang bị động cơ yếu hơn. Thiết kế một ống khói mỏng làm cho chúng dễ phân biệt so với hai ống khói của Queen Elizabeths (sau này được gom thành một ống khói dày sau khi được tái trang bị vào những năm giữa hai cuộc thế chiến). Vỏ giáp của chúng rất khác biệt: lớp sàn bọc thép được nâng lên cao hơn, và lớp vỏ hông rộng rãi hơn với độ dày tối đa lên đến 330 mm (13 inch). Cách bố trí như vậy được chọn, là vì khi lớp Revenge được thiết kế, người ta vẫn tin là mọi cuộc đối đầu giữa hai hạm đội chủ yếu vẫn xảy ra ở tầm ngắn nên mối đe dọa chủ yếu là hải pháo bắn trực tiếp vào mạn tàu hơn là hải pháo tầm xa đâm xuyên vào sàn tàu. Hơn nữa, thay đổi về sơ đồ vỏ giáp cũng là một biện pháp tiết kiệm chi phí. Lớp Queen Elizabeth có những tấm giáp thép được vuốt nhọn phía trên và phía dưới đai giáp, là những tấm vuốt nhọn như thế rất đắt tiền để chế tạo. Nhìn chung, đó có thể là một sơ đồ bọc thép hiệu quả, nhưng những sự phát triển về kỹ thuật hải pháo và chiến thuật hải quân khiến cho chúng trở nên lạc hậu, mà không may thay lại xảy ra hầu như ngay sau khi chúng được đưa vào hoạt động, và cuối cùng lại không cho phép thực hiện những nâng cấp cần thiết do sự phát triển của vũ khí trong giai đoạn Thế Chiến II.
Phù hợp với thông lệ vào thời đó, lớp Revenge được trang bị dàn pháo hạng hai 152 mm (6 inch). Cỡ pháo hạng nặng hơn được dự tính để đối đầu cùng các lớp tàu khu trục lớn hơn được đưa vào hoạt động, nhưng tronbg thực tế chúng tỏ ra quá nặng không thực tiễn trong việc chống lại các tàu nhẹ. Hơn nữa, vị trí thấp của chúng khiến hầu hết không thể hoạt động khi biển động, một khiếm khuyết tương tự như của các thiết giáp hạm thuộc lớp Iron Duke và Queen Elizabeth.
Khiếm khuyết lớn nhất của lớp tàu này là đã giảm độ ổn định một cách có chủ định để con tàu có thể nghiêng chậm nhằm tác xạ dễ dàng hơn; nhưng điều này làm cho chúng hầu như không thể nâng cấp. Thêm nữa, không thể trang bị cho chúng hệ thống động lực mới hơn một cách kinh tế vào cuối quãng đời hoạt động. Đai giáp chống ngư lôi được trang bị đủ để bảo vệ khỏi sự tấn công của ngư lôi vào thời đó, nhưng với sự gia tăng sức mạnh của đầu đạn ngư lôi, chúng đã không đủ sưc bảo vệ Royal Oak khi nó bị trúng ngư lôi vào năm 1939. Do có kích thước nhỏ khi chiều dài chỉ đạt 190 m (624 ft), các điều kiện bên trong con tàu dành cho thủy thủ đoàn của lớp Revenge tỏ ra khá chật chội so với Queen Elizabeth.

## Lịch sử hoạt động

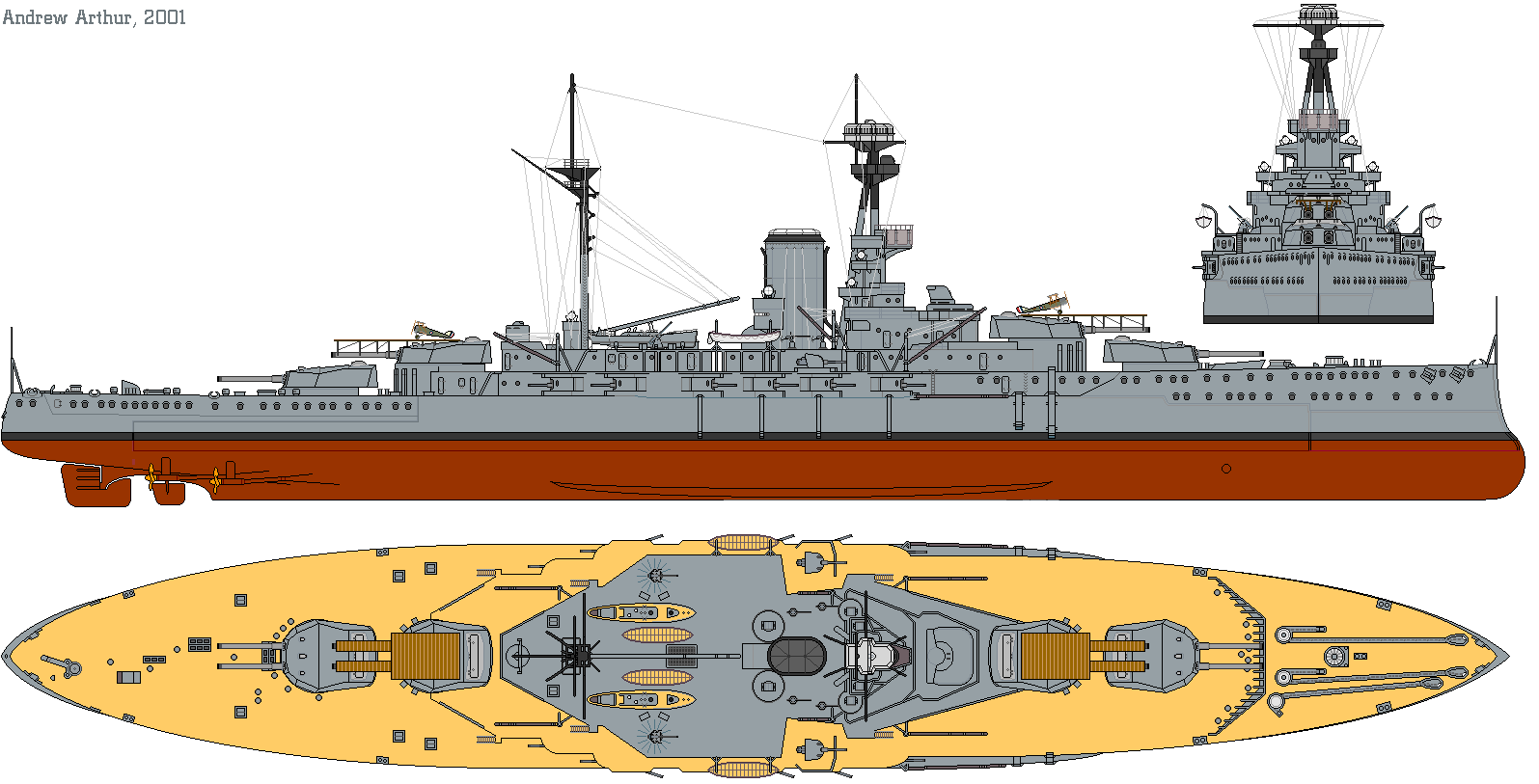
Hình vẽ 3 chiều chiếc HMS Revenge như nó hiện hữu vào năm 1916, với một chiếc máy bay Sopwith 1½ Strutter trước mũi và một chiếc Sopwith Pup sau đuôi.

Chỉ có hai chiếc trong lớp, Revenge và Royal Oak, sẵn sàng vào lúc xảy ra trận Jutland vào ngày 31 tháng 5 năm 1916. Trong trận chiến này, không có chiếc nào bị hư hại hay thương vong.
Không giống như lớp Queen Elizabeth, lớp Revenge không được tái cấu trúc đáng kể giữa hai cuộc thế chiến. Trong thực tế, ngoại trừ một số nâng cấp nhỏ, chúng hầu như không thay đổi cho đến khi Chiến tranh Thế giới thứ hai bắt đầu. Một phần đó là do chi phí cần để nâng cấp chúng một cách thỏa đáng; số tiền mà Hải quân Hoàng gia nhận được cho mục đích này được chi tiêu tốt hơn cho lớp Queen Elizabeth, vốn nhờ tốc độ cao hơn và sự thích ứng tốt hơn, giữ được giá trị chiến đấu tốt hơn. Hơn nữa, lớp Revenge đã được dù trù để được thay thế bởi lớp tàu chiến chủ lực mới Lion sẽ đi vào hoạt động. Tuy nhiên, việc Thế Chiến II nổ ra đã khiến lớp Lion bị hủy bỏ, để lại lớp Revenge trong phục vụ bất chấp những giá trị giới hạn của chúng trong một thời đại mà kỹ thuật hải quân tiến rất xa.
Mọi chiếc trong lớp đều được đưa về các vai trò thứ yếu trong Chiến tranh Thế giới thứ hai, khi một số trở thành tàu hỗ trợ hỏa lực, tham gia cuộc đổ bộ Normandy, và ngay cả việc săn đuổi chiếc thiết giáp hạm Bismarck của Đức. Sự kết thúc của lớp Revenge cùng các lớp thiết giáp hạm khác sau chiến tranh chứng tỏ sự ra đời của tàu sân bay như là những kẻ thống trị mới của biển cả; cho dù cần phải nói rằng thế hệ dreadnought đã góp phần rộng lớn trong việc viết nên lịch sử của Hải quân Hoàng gia Anh. Winston Churchill từng viết về chúng như là nỗi lo lắng không dứt, ông đã chứng kiến Bộ Hải quân Anh cố giữ khoảng cách càng nhiều ngàn dặm giữa chúng và đối phương càng tốt. Tuy nhiên, chúng vẫn có giá trị như những thiết giáp hạm hạng hai, đảm nhiệm hộ tống và các vai trò thông thường khác nhằm giải phóng các tàu chiến hàng đầu.

## Những chiếc trong lớp
- Ramillies tham gia trận chiến mũi Spartivento trong Thế Chiến II. Nó bị một tàu ngầm Nhật Bản đánh trúng một ngư lôi sau trận Madagascar vào năm 1942 nhưng chỉ bị hư hại nhẹ. Nó còn tham gia nả pháo các vị trí của quân Đức trong cuộc đổ bộ Normandy. Sau chiến tranh nó bị tháo dỡ vào năm 1948. Một khẩu pháo 15 inch của nó đang được bảo tồn và trưng bày tại Bảo tàng Chiến tranh Đế quốc ở London.
- Resolution tham gia Thế Chiến II trong vai trò hộ tống đoàn tàu vận tải, và đã trúng phải một ngư lôi từ một tàu ngầm của phe Pháp Vichy vào năm 1940 trong trận Dakar nhưng chỉ bị hư hại nhẹ. Sau đó nó gia nhập Hạm đội Viễn Đông trước khi trở thành một tàu huấn luyện vào cuối năm 1944. Nó bị tháo dỡ vào năm 1948. Một khẩu pháo 15 inch của nó vẫn được bảo tồn sau khi tháo dỡ và cùng được trưng bày tại Bảo tàng Chiến tranh Đế quốc với khẩu pháo của chiếc Ramillies.
- Revenge từng tham gia trận Jutland và không chịu hư hại hay thương vong. Trong Thố Chiến II, Revenge tham gia một số chiến dịch, cho dù đến năm 1944 được đưa về làm một tàu huấn luyện. Nó bị tháo dỡ vào năm 1948.
- Royal Oak từng tham gia trận Jutland. Vào năm 1939 trong Thế Chiến II, Royal Oak bị đánh chìm bởi ba ngư lôi phóng ra từ tàu ngầm Đức U-47, với tổn thất 833 thành viên thủy thủ đoàn. Ngày nay địa điểm đắm tàu là một di tích quốc gia.
- Royal Sovereign có một cuộc đời phục vụ khá lặng lẽ. Nó không kịp tham gia trận Jutland, rồi tham gia hộ tống các đoàn tàu vận tải vào giai đoạn đầu của Thế Chiến II. Nó được cho Liên Xô mượn vào năm 1944 và được đổi tên thành Arkhangelsk, hộ tống các đoàn tàu vận tải đi đến biển Bắc Cực cho đến hết chiến tranh. Nó được chính quyền Liên Xô hoàn trả cho Anh Quốc rồi bị tháo dỡ vào năm 1949.

| Tàu             | Đặt lườn             | Hạ thủy              | Hoạt động            | Số phận                                                  |
| Ramillies       | 12 tháng 11 năm 1913 | 12 tháng 6 năm 1916  | 1 tháng 9 năm 1917   | Ngừng hoạt động năm 1946; bị tháo dỡ năm 1949            |
| Resolution      | 29 tháng 11 năm 1913 | 14 tháng 1 năm 1915  | 30 tháng 12 năm 1916 | Bị bán để tháo dỡ ngày 5 tháng 5 năm 1948                |
| Revenge         | 22 tháng 12 năm 1913 | 29 tháng 5 năm 1915  | tháng 3 năm 1916     | Bị bán để tháo dỡ ngày 8 tháng 3 năm 1948                |
| Royal Oak       | 15 tháng 1 năm 1914  | 17 tháng 11 năm 1914 | 1 tháng 5 năm 1916   | Bị tàu ngầm Đức U-47 đánh chìm ngày 14 tháng 10 năm 1939 |
| Royal Sovereign | 15 tháng 1 năm 1914  | 29 tháng 4 năm 1915  | 18 tháng 4 năm 1916  | Bị tháo dỡ ngày 18 tháng 5 năm 1949 tại Inverkeithing    |